# 全琉音楽祭
全琉音楽祭（ぜんりゅうおんがくさい）は沖縄タイムス社が主催し、毎年1月下旬に沖縄県で開催される音楽の祭典。
県内の学校音楽教育の向上を図り、1956年より開催されている。出演に関しては、県内の小・中・高校、大学の中から、音楽の各分野において年内に最も優秀な成績を収めた個人および団体が招待される。「優秀な団体」の基準として、各分野の諸コンクールで、首位の成績を収めた団体である。こうした事情により、全琉音楽祭に招待され、演奏する事は、「県内教育音楽界の頂点に立つ」ことと同義とみなされている。
演奏分野は、独唱・独奏・合唱・吹奏楽などから、ボディーパーカッションやオペラ抜粋など、多岐にわたる。出演団体には皆、賞状と盾（個人の場合はメダル）が贈られ、更に、出演団体の中から最も優れた演奏をした1団体へ音楽祭大賞が、その次点として小・中・高校の各部門から、それぞれ1団体ずつに音楽祭賞が贈られる。受賞者は個人、団体を問わない。また、その他に対馬丸平和杯（旧：小桜平和賞）があり、個人と、高校、大学部門出場団体に授与された事は無いことから、小・中学校の「団体」のみに与えられるものとして認識されている。また、対馬丸平和杯の受賞は（対馬丸平和杯においてのみ）1団体につき１度限りである。出演に関しては、その年に最も優秀な成績を収めれば、連続出演も可能であり、現在においても、数年間連続で出演している団体がある。